# Italiaanse bankhuizen te Brugge
In de 14e en 15e eeuw waren er verschillende Italiaanse bankhuizen te Brugge actief. Hun komst was een logisch uitvloeisel van de aanwezigheid van Italiaanse handelaars in de stad.

## Context
Met het verval van de jaarmarkten van Champagne zochten de Italiaanse handelaars een directe verbinding met Brugge. In 1277 voeren de eerste Genuese galeien, onder leiding van Nicolas Spinola, het Zwin op. De Italianen richtten aanvankelijk compagnieën op voor een welbepaalde expeditie. Nadien gingen ze over op vennootschappen met een langere duur.
Dankzij de positie van Brugge als knooppunt van internationale handel, was het bankwezen er reeds vanaf het begin van de 14e eeuw tot bloei gekomen. Er bestond de mogelijkheid een rekening te openen bij de geldwisselaars (waarvan Colaert Van Marke en Willem Ruweel de grootste zouden worden). Ook de pandhuizen en waarden-makelaars speelden een rol op het vlak van kredietverlening.
Al snel werden ze vervoegd door de grote Italiaanse bankhuizen. Aanvankelijk lieten deze zich veelal vertegenwoordigen door factorijen (fattori), om na verloop van tijd echte filialen (filiali) op te zetten. Aan de basis daarvan lag een vennootschapscontract dat beperkt was in de tijd en regelmatig werd hernieuwd. Meestal nam het Italiaanse moederhuis een belang, naast de lokaal aanwezige vennoten die doorgaans uit de eigen familie gerekruteerd werden. De activiteiten waren hoofdzakelijk financieel (wisselbrieven, internationale transfers), maar daarnaast verhandelden de Brugse banken ook goederen.
Het Italiaanse netwerk stond in grote mate los van de parallel opererende Duitse Hanze, die een eigen stijl van bankieren kende.
Na de opstand tegen Maximiliaan (1483-92) vond er een ware uittocht van Italianen plaats en werd Antwerpen definitief het nieuwe financiële centrum van Noord-Europa. De Milanezen vertrokken vóór 1494, de Venetiaanse kolonie tegen 1515, de laatste Florentijnse consul tussen 1518 en 1521, en de Genuezen in 1522.

## Voornaamste banken

### Bardi
De Florentijnse Compagnia dei Bardi was al vroeg betrokken in de Vlaamse lakenhandel, onder meer via Arras. Toen de landroutes aan belang inboeten en Brugge een zeeverbinding met Venetië en Genua kreeg, vestigen de Bardi zich in de Zwinstad. Francesco Balducci Pegolotti vertegenwoordigde er hun belangen in de jaren 1315-17. Hij vermeldde dit in zijn Libro di divisamenti di paesi e di misuri di mercatanzie e daltre cose bisognevoli di sapere a mercatanti, beter bekend als Pratica della mercatura (1340). Daarin schetste Pegolotti een levendig beeld van de Brugse handel, met zijn voorhavens, kaaien en douane. Hij geeft ook omzettingstabellen voor maten en gewichten, waaruit het handelsnetwerk naar voren komt waarin Brugge een schakel vormde.
Andere Bardi's van wie een Brugs verblijf gedocumenteerd is, zijn Gualterotto de' Bardi en Ridolfo de' Bardi (1331–1342). Kort nadien ging de compagnia over de kop.

### Borromei
Het Noord-Italiaanse bankimperium van de Borromei vond zijn oorsprong in Milaan (1393) en Venetië (1395).
Rond 1420 werden Londense en Brugse filialen opgericht door de Venetiaanse tak van de familie onder de naam "Galeazzo Borromeo, Antonio di Francesco & co". In 1436 werd Alessandro, de 16-jarige zoon van Antonio Borromeo, naar Brugge afgevaardigd en werd de nieuwe naam "Alessandro Borromei, Antionio di Francesco & co". Er kwam ook een vestiging in Antwerpen.
Vanaf 1435 werd de Milanese tak van de familie in Brugge actief onder de naam "Filippo Borromei & co". Deze vennootschap was ook in Londen en Antwerpen gevestigd, maar Brugge fungeerde als hoofdkantoor. Er werkten zeven personen onder leiding van de Florentijn Paolo Da Castagnolo. De exacte locatie is niet bekend maar wel de huurprijs van hun gebouwen. Hun kasboek uit 1438 is bewaard gebleven en vormt een belangrijke bron van informatie. Het vermeldt een 400 rekeninghouders. Na afloop van het oorspronkelijke contract in 1440 werd het in een nieuwe constellatie voortgezet tot 1457.

### Medici

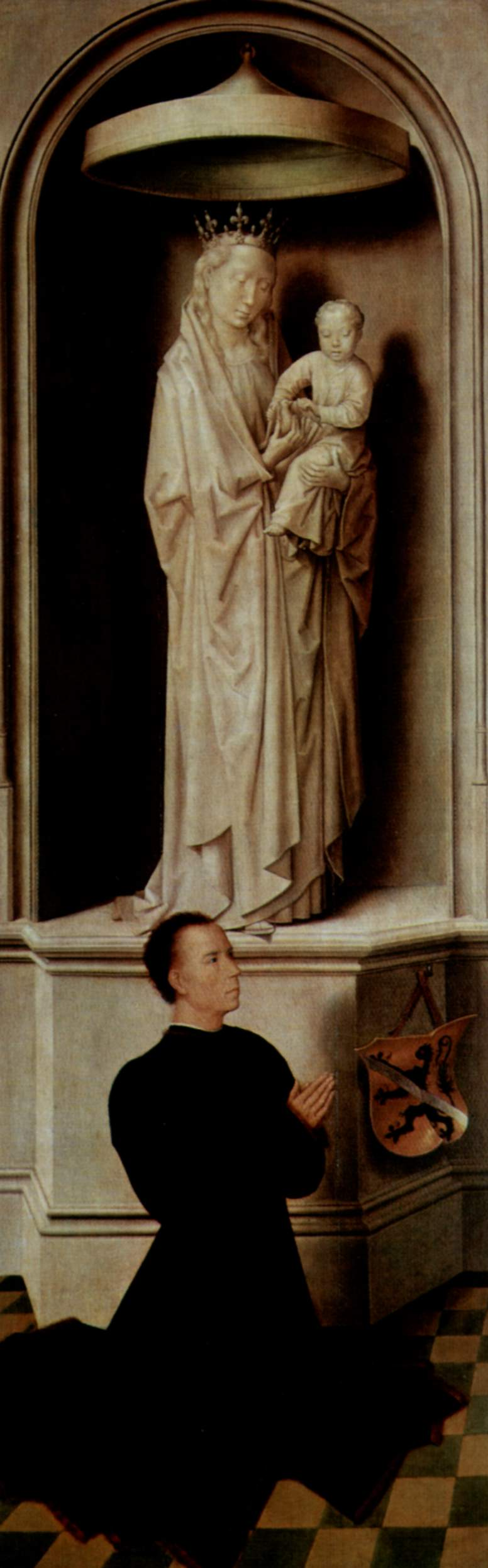
Angelo Tani op het Laatste Oordeel van Hans Memling

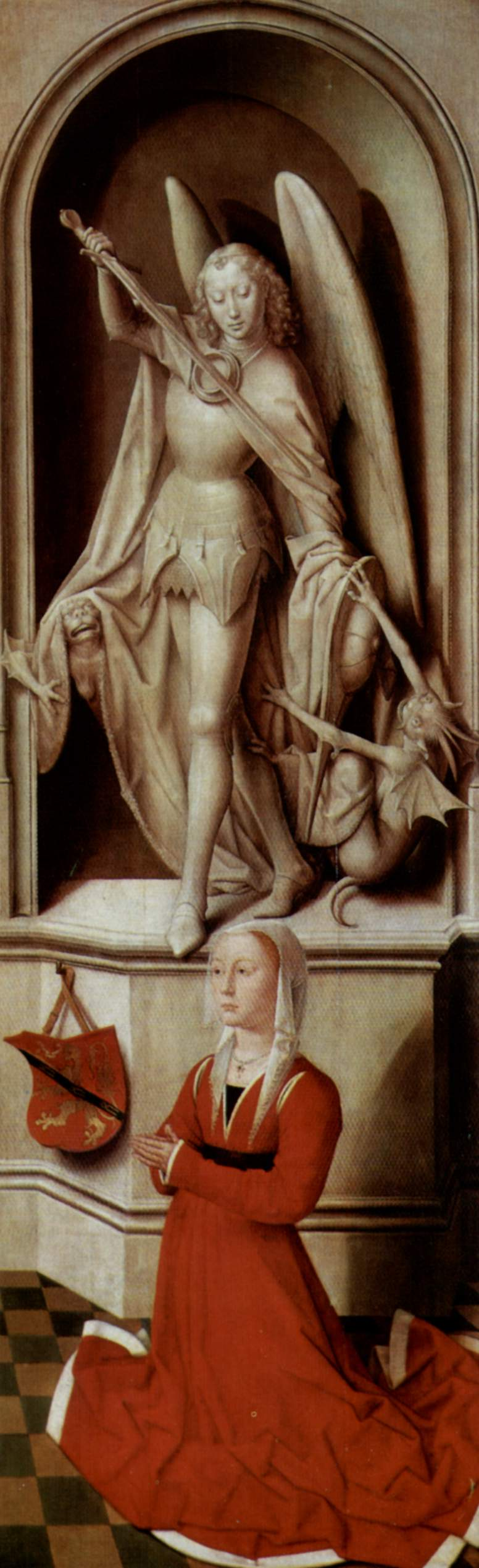
Caterina Tangeli op het andere luik

De Brugse aanwezigheid van de Banco Medici uit Florence (begonnen door Giovanni di Bicci de' Medici in 1397) nam een aanvang met het uitsturen van een factor. Eerst was dit Filippo Rapondi (1416) en van 1420 tot 1430 Galeazzo Borromei & co. In 1436 kwam Bernardo Portinari in Brugge aan om een echt filiaal te vestigen. Dit werd eerst geleid door Angelo di Jacopo Tani (afgebeeld op het Laatste Oordeel van Hans Memling). Rond 1448 was ook Fruosino da Panzano er agent.
In 1455 kwam er een nieuwe aandeelhoudersovereenkomst. De broers Piero en Giovanni en hun neef Piero Francesco werden rechtstreeks aandeelhouder, naast Tani en Gierozzo dei Pigli. Het filiaal kreeg de nieuwe naam Piero di Cosimo dei Medici and Gierozzo dei Pigli & Co.
Tani werd vanaf 1464 afgelost aan het hoofd van het filiaal door Tommaso Portinari, die er in 1459 agent was geworden. Deze prachtlievende Florentijn kon Piero de' Medici overtuigen om een van de voornaamste Brugse residenties, het Hof Bladelin, aan te kopen en aan de bank te verhuren als hoofdkwartier (1466).
Onder zijn beheer werden een aantal weinig profijtelijke zaken gedaan, zoals de aankoop van tol van Grevelingen en twee Bourgondische galeien, de San Matteo en de San Giorgio. Hij leende ook grote bedragen uit aan Karel de Stoute en diens echtgenote Margareta van York. Vanaf 1473 kwam het filiaal in moeilijkheden. Het moest de schulden van de geliquideerde Londense vestiging overnemen en zag de San Giorgio, geladen met pauselijk aluin, gekaapt worden door Paul Beneke uit Danzig. De kaping leidde tot een langdurig proces tegen de Hanze, dat Brugge als handelsstad in een lastig parket bracht.
Portinari investeerde zijn schaars geworden kapitaal in een Portugese expeditie naar Afrikaans Guinea (1474-1475), die geen winst opbracht. Na de dood van Karel de Stoute verstrekte zijn Medici-filiaal verdere leningen aan Maximiliaan van Oostenrijk. In 1478 verliet Portinari Brugge voor Milaan. Lorenzo de' Medici probeerde de Brugse bank te liquideren en Portinari de schulden te doen overnemen. Hij zond zijn gevolmachtigde Rinieri da Ricasoli naar Brugge om de zaken te onderzoeken en af te wikkelen. Ricasoli bereikte een schikking met Portinari waardoor de Medici zich konden terugtrekken. Na 1478 ging Portinari nog enige tijd door op eigen naam, maar met een wanbetaler als Maximiliaan kon hij het tij niet keren. In toenemende mate ging hij zich toeleggen op diplomatieke missies voor deze laatste. Aan de bank in het Hof Bladelin kwam een einde, en in 1497 werd het gebouw verkocht aan de Heer van Fiennes.
De Medicibank bekleedde een centrale positie binnen de Europese kunsthandel en zorgde via zijn Brugse filiaal voor de verspreiding van de noordelijke meesterwerken, waaronder de zeer gewaardeerde wandtapijten.

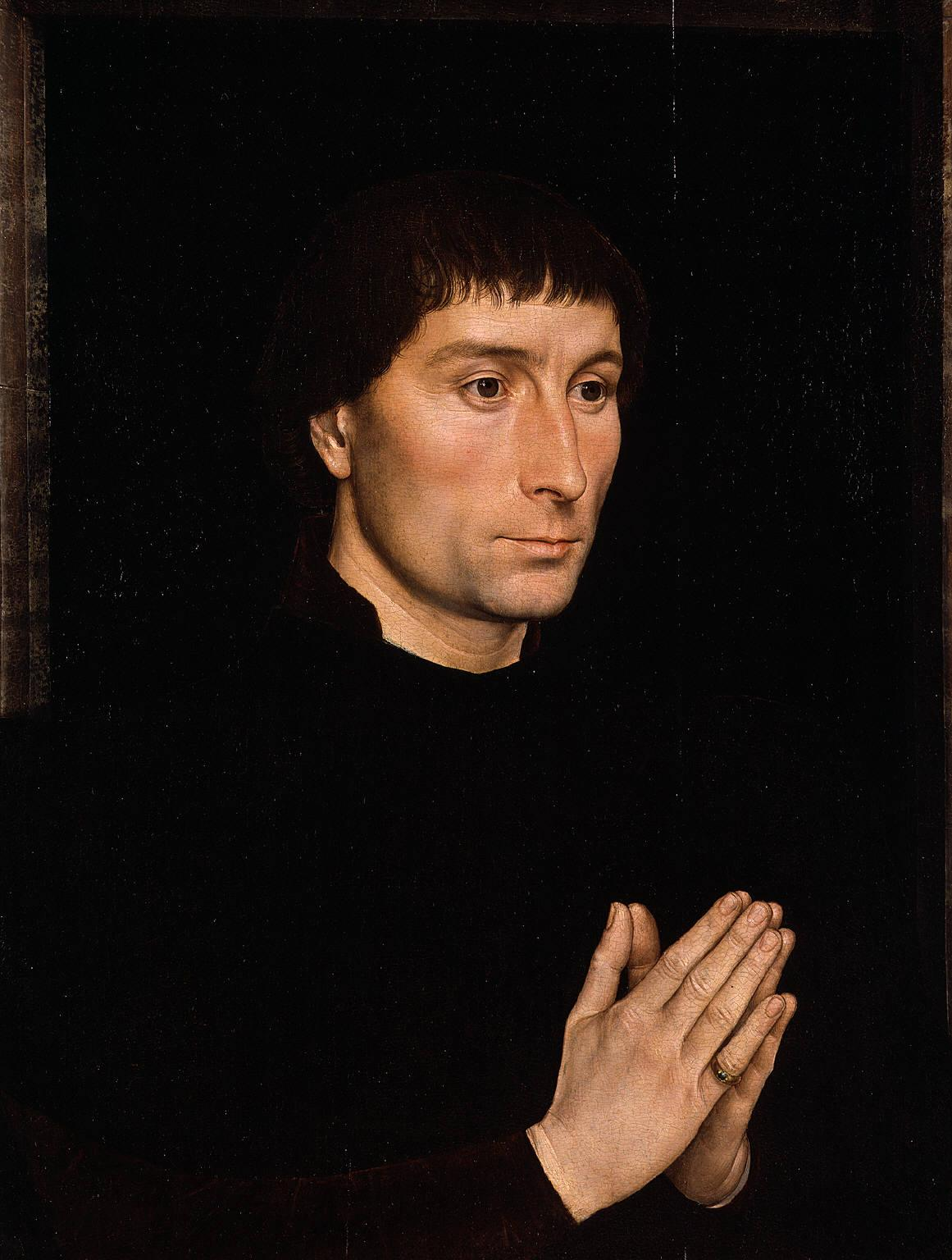
Tommaso Portinari door Hans Memling (Metropolitan Museum of Art).
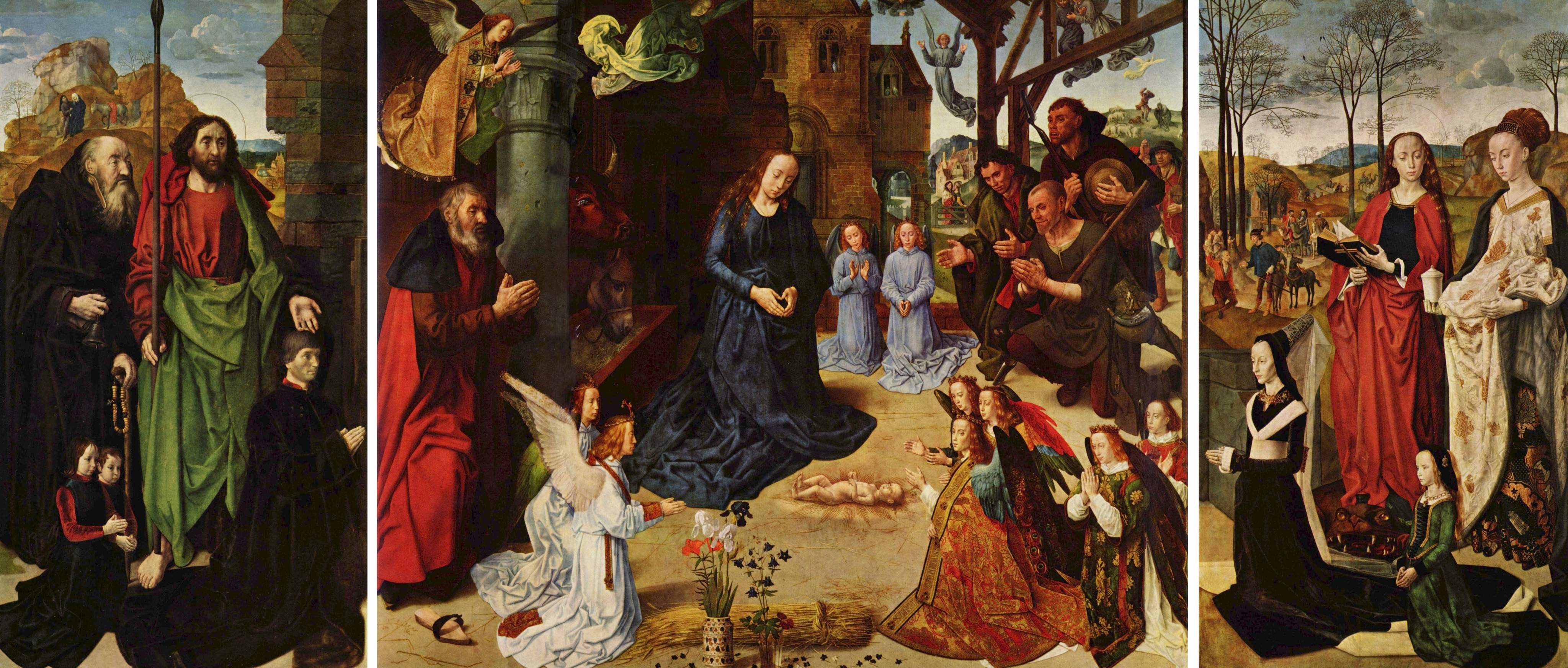
Portinari knielend op het linkerpaneel van de Aanbidding der Herders (Hugo van der Goes).

### Pazzi

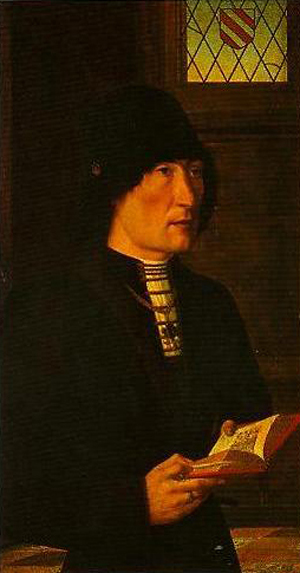
Pierantonio Baroncelli zoals afgebeeld door de Meester van de Baroncelli portretten. Nu in het Courtauld Institute of Art.

De Florentijnse Pazzi richtten hun Brugse filiaal op in 1439. Tegen 1472 werkten er acht mensen, met aan het hoofd Pierantonio di Guasparre Bandini-Baroncelli. Deze gaf opdracht voor het schilderen van Sint-Catharina van Bologna met drie schenkers, maar op weg naar Italië werd het schilderij in 1473 gekaapt en naar Danzig gebracht.
In 1476 bekwamen de Pazzi van paus Sixtus IV dat het monopolie van de Medici op de verkoop van het belangrijke aluin in Brugge aan hen werd overgedragen. Daarmee brachten ze een belangrijke slag toe aan hun rivalen.
Maar de vreugde was van korte duur. In 1478 mislukte de Pazzi-samenzwering en werden al hun bezittingen verbeurd verklaard. Het hoofd van de Brugse bank, Pierantonio Baroncelli, zocht een veilig onderkomen met de boekhouding. Eind 1478 reisde de 16-jarige Antonio de' Pazzi af naar de stad. Toen Rinieri da Ricasole in Brugge arriveerde met de opdracht om beslag te leggen op hun bezittingen, konden de Pazzi dit grotendeels dwarsbomen.

### Peruzzi
De vestiging van de Florentijnse Peruzzi in Brugge gaat terug tot het prille begin van de 14e eeuw. De kroniekschrijver Giovanni Villani is er tussen 1306 en 1308 gedocumenteerd als factor, en na hem was Silimanno Bottieri 16 jaar actief in deze functie.
Met vier permanente werknemers geleid door Pacino di Guido Peruzzi, was Brugge in 1335 een belangrijk kantoor. Hoewel nog vooral op fysieke handel gericht, verleende de compagnie ook financiële diensten. Uit hun boeken blijkt dat Donato Di Pacino De' Peruzzi 20.000 Parijse pond uitleende aan de stad Brugge (1328), die verlegen zat om middelen voor het opbrengen van de schadevergoeding wegens de opstand van Kust-Vlaanderen. In 1343 gingen de Peruzzi bankroet.

### Rapondi

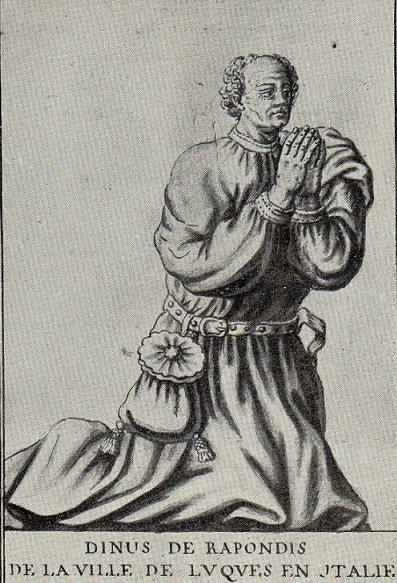
Dino Rapondi zoals getekend door Jean Perron naar een standbeeld in de Sainte Chapelle te Dijon

Guglielmo Rapondi uit Lucca maakte Brugge in de jaren 1360 de zetel van zijn activiteiten in het noorden.
Zijn broer Dino Rapondi kwam uiteindelijk aan het hoofd van de firma. Hij was bankier en financieel adviseur van de hertogen van Bourgondië, Berry en Orléans. Hij had in Parijs het burgerrecht verworven en opende te Brugge een belangrijk kantoor in de Naaldenstraat (1365). Hij was betrokken bij het bijeenbrengen van losgeld om Jan zonder Vrees vrij te kopen na de nederlaag tegen de Turken in Nicopolis. In 1395 financierde hij grote werken aan de dijken en wateringen in Vlaanderen.
In 1415 overleed hij in deze stad en werd hij begraven in de Sint-Donaaskathedraal.